# Пилотско избациво седиште К-36Д-3,5М
Пилотско избациво седиште К-36Д-3,5М је сложен, савремен систем задње генерације избацивог седишта руске производње, намењено за спасавање пилота у свима случајевима, када се процени да је њихово даље остајање у кабини ваздухоплова у непосредној опасности по њихове животе. Ово седиште је усавршено новом модифицираном генерацијем специјално дизајнираних седишта за 4+ и 5 генерацију авиона као што су Су-35 и Т-50.

## Намена
Избациво седиште К-36Д-3,5М, које се налази у комплексном систему за спасавања пилота из авиона, након отказа виталних компоненти, грешака у пилотирању или оштећења изазваних ратним дејствима, намењено је да обезбеди више различитих функција од којих је најзначајнија спасавање живота пилота принудним напуштање авиона (катапултирање).
Како се у саставу седишта налази се и комплет за спасавање и преживљавање пилота на копну и води (гумени чамац, комплет лекова, храна, сигнални пиштољ, специјална боја за воду, радио станица и други материјала оно је намењено и да случају дужег боравка пилота у природи или на води створио све неопходане услове пилоту за преживљавање, до његовог коначног спасавања.
Према конструктивним карактеристикама седиште је намењено за уградњу у све једнокабинске и вишекабинске борбене авионе и авионе за обуку.  

## Главне карактеристике
Избацивог седишта задње генерације К-36Д-3,5М сматра се једним од најсавременијим избацивим седиште у свету) јер рад седишта контролише вишепрограмски електронски систем који је повезан са информационим системом авиона. 
Анализирајући параметре о стању авиона у тренутку пред катапултирања, дигитални рачунарски систем на оптималан начин програмира рад седишта, специфичним почетним условима како би се обезбедила максимална сигурност пилота у току процеса избацивања. Савремена електроника седишта, анализира брзину, висину, угао терена, нагиб, угаону брзину лета и друге параметре авиона и седишта, и све то користи у подешавању процеса катапултирања.
Примењена електронска аутоматизације седишта, укључујући и информациони систем авиона, решава бројне проблеме и радикално смањује брзину и висину авиона на минималну брзину и висину, за безбедно катапултирање пилота у режимима и најповољанијем положају авиона у простору. У програм рачунара уграђено је више од стотину оптималних алгоритама за безбедан рад избацивог седишта у различитим ситуацијама. Избором одређеног програма рачунар врло брзо регулише рад избацивог седишта, на основу почетних параметара авиона у време катапултирања. Након катапултирања програм регулише и следеће функције; нагиб седишта, спречавање тумбања и подешава снагу ракетних мотора који подижу седиште на опотималну висину за сигурно активирање падобрана.
у складу са новим међународним захтевима, К-36Д-3,5М седишта поседују и одређене егономске особине, које су прилагођене антрополошким особина пилота - од леких и малих пилота (жена) тежине 44 kg до пилота тешких до 111 kg, а рачунар у свом програму врши и потребне исправке у складу са тежином пилота. Захваљујући овим особинама седишта пилоти имају и удобније услове за рад (у односу на седишта претходних генерација), што повећава толеранцију организма на убрзања која се јављају током маневара у ваздуху или у ваздушној борби, и обезбеђује бољи положај тела у седишту, што умањује замор у току летења.
| Карактеристике           | Звезда К-36Д-3,5М                 | Звезда Км-1             |
| ------------------------ | --------------------------------- | ----------------------- |
| Земља порекла            | Русија                            | Русија                  |
| Оперативна висина        | 0-25.000                          | 0-15.000                |
| Тип седишта              | „“ - 0-0 (нула-нула)              | „“ - 0-0 (нула-нула)    |
| Брзина избацивања        | до 1.400                          | до 1.200                |
| Брзина лета авиона       | 0-1.300 km/h (2,5 Маха)           | 0-1.300 km/h (2,5 Маха) |
| Начин изласка            | Без и кроз кров кабине            | Без и кроз кров кабине  |
| Убрзање []               | до 20 „g“                         | до 20 „g“               |
| Трајање избацивања у sec | до 0,8 sec                        | до 1,5 sec              |
| Сила потиска             | 20.000                            | -                       |
| Тип ваздухоплова         | Су-30, Су-34, МиГ-29, МиГ-29К/КУБ | МиГ-21                  |

## Примена
Модифијом кабине борбених авиона и авиона за обуку, избациво седиште К-36Д-3,5М може се уградити у сва  верзије авиона савремених авиона у свету.
У Русији седиште се користи на свим верзијама Су-30, Су-34, МиГ-29М и бродској варијанти МиГ-29К/КУБ.
Тренутно ван Русије седиште  К-36Д-3,5М се налази уграђено у авионе ратних ваздухопловстава Индије, Вијетнама, Алжира.